# سئورینو آندرئولی
سئورینو آندرئولی (ایتالیایی: Severino Andreoli؛ زادهٔ ۸ ژانویهٔ ۱۹۴۱) دوچرخه‌سوار اهل ایتالیا است.
وی در مسابقات کشوری و بین‌المللی در مجموع برندهٔ ۱ مدال طلا، ۱ مدال نقره شده‌است.